# Newfields (condado de Rockingham)
Newfields es un lugar designado por el censo ubicado en el condado de Rockingham en el estado estadounidense de Nuevo Hampshire. En el Censo de 2010 tenía una población de 301 habitantes y una densidad poblacional de 305,83 personas por km².

## Geografía
Newfields se encuentra ubicado en las coordenadas 43°2′8″N 70°56′21″O / 43.03556, -70.93917. Según la Oficina del Censo de los Estados Unidos, Newfields tiene una superficie total de 0.98 km², de la cual 0.98 km² corresponden a tierra firme y (0%) 0 km² es agua.

## Demografía
Según el censo de 2010, había 301 personas residiendo en Newfields. La densidad de población era de 305,83 hab./km². De los 301 habitantes, Newfields estaba compuesto por el 99.67% blancos, el 0% eran afroamericanos, el 0% eran amerindios, el 0% eran asiáticos, el 0% eran isleños del Pacífico, el 0.33% eran de otras razas y el 0% pertenecían a dos o más razas. Del total de la población el 0.66% eran hispanos o latinos de cualquier raza.